# Krasnodarski (Ciudad de Krasnodar)
Krasnodarski (del ruso: Краснодарский) es un posiólok del distrito Prikubanski del ókrug urbano de Krasnodar del krai de Krasnodar, en el sur de Rusia. Está situada en las tierras bajas de Kubán-Azov al norte del embalse de Krasnodar en el río Kubán, 8 km al nordeste del centro de Krasnodar. Tenía una población de 681 habitantes en 2010.
Pertenece al ókrug rural Kalíninski del distrito Prikubanski.

## Transporte
La Autopista M4 Don pasa al este de la localidad. 